# Phtheochroa
Phtheochroa är ett släkte av fjärilar som beskrevs av Stephens 1829. Phtheochroa ingår i familjen vecklare.

## Bildgalleri

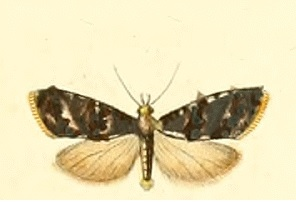
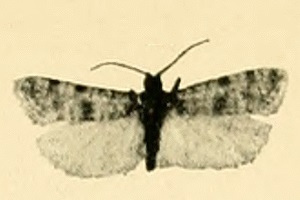
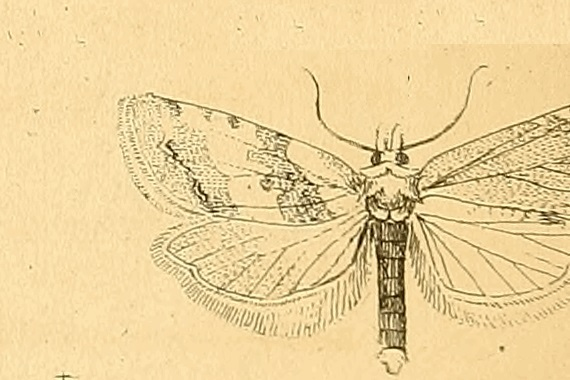
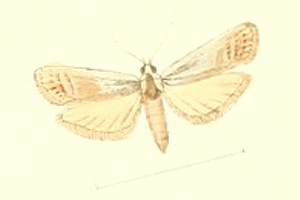

## Dottertaxa tillPhtheochroa, i alfabetisk ordning[1][2]
- Phtheochroa aegrana
- Phtheochroa albiceps
- Phtheochroa albiscutellum
- Phtheochroa amandana
- Phtheochroa amphibola
- Phtheochroa andorrana
- Phtheochroa annae
- Phtheochroa arrhostia
- Phtheochroa aureoalbida
- Phtheochroa aureopunctana
- Phtheochroa baboquivariana
- Phtheochroa baracana
- Phtheochroa bedeella
- Phtheochroa berberidana
- Phtheochroa birdana
- Phtheochroa calyptrophanes
- Phtheochroa canariana
- Phtheochroa cartwrightana
- Phtheochroa centrana
- Phtheochroa chalcantha
- Phtheochroa chaunax
- Phtheochroa chlidantha
- Phtheochroa chriacta
- Phtheochroa chriodes
- Phtheochroa ciona
- Phtheochroa circina
- Phtheochroa cistobursa
- Phtheochroa conspicuana
- Phtheochroa cordifera
- Phtheochroa coreana
- Phtheochroa cornigera
- Phtheochroa cymatodana
- Phtheochroa decipiens
- Phtheochroa deima
- Phtheochroa deltochlaena
- Phtheochroa descensa
- Phtheochroa dicax
- Phtheochroa dilectana
- Phtheochroa dispuncta
- Phtheochroa dodrantaria
- Phtheochroa drenowskyi
- Phtheochroa duponchelana
- Phtheochroa durbonana
- Phtheochroa ecballiella
- Phtheochroa eulabea
- Phtheochroa exasperatana
- Phtheochroa exentricana
- Phtheochroa exsulana
- Phtheochroa farinosana
- Phtheochroa faulkneri
- Phtheochroa fermentata
- Phtheochroa flavidana
- Phtheochroa frigidana
- Phtheochroa fulvicinctana
- Phtheochroa fulvifasciana
- Phtheochroa fulviplicana
- Phtheochroa gigantica
- Phtheochroa gloriosana
- Phtheochroa gracillimana
- Phtheochroa hamartopenis
- Phtheochroa haplidia
- Phtheochroa heptopotamica
- Phtheochroa hermosa
- Phtheochroa hinnuleana
- Phtheochroa hyboscia
- Phtheochroa hybrista
- Phtheochroa hydnum
- Phtheochroa imitana
- Phtheochroa ingridae
- Phtheochroa inopiana
- Phtheochroa insipidana
- Phtheochroa invitana
- Phtheochroa iodes
- Phtheochroa issikii
- Phtheochroa jerichoana
- Phtheochroa johnibrowni
- Phtheochroa kazakhstanica
- Phtheochroa kenneli
- Phtheochroa komonana
- Phtheochroa krulikovskji
- Phtheochroa larseni
- Phtheochroa lediana
- Phtheochroa loricata
- Phtheochroa lucentana
- Phtheochroa meincki
- Phtheochroa melasma
- Phtheochroa meraca
- Phtheochroa merrickana
- Phtheochroa mexacta
- Phtheochroa micana
- Phtheochroa modestana
- Phtheochroa nigrosparsana
- Phtheochroa nipponica
- Phtheochroa noctivaga
- Phtheochroa noema
- Phtheochroa obnubila
- Phtheochroa obscurana
- Phtheochroa ochodea
- Phtheochroa ochralana
- Phtheochroa ochrobasana
- Phtheochroa ophryodes
- Phtheochroa osthelderi
- Phtheochroa pallidana
- Phtheochroa palpana
- Phtheochroa pecosana
- Phtheochroa percnoptila
- Phtheochroa piptmachaeria
- Phtheochroa pistrinana
- Phtheochroa praefasciata
- Phtheochroa primula
- Phtheochroa procerana
- Phtheochroa psychrodora
- Phtheochroa pulvillana
- Phtheochroa purissima
- Phtheochroa quaesita
- Phtheochroa rectangulana
- Phtheochroa refuga
- Phtheochroa reisseri
- Phtheochroa retextana
- Phtheochroa riscana
- Phtheochroa rocharva
- Phtheochroa rugosana
- Phtheochroa schawerdae
- Phtheochroa schreibersiana
- Phtheochroa schreieri
- Phtheochroa simoniana
- Phtheochroa sinecarina
- Phtheochroa singulana
- Phtheochroa sociana
- Phtheochroa sodaliana
- Phtheochroa subfumida
- Phtheochroa sulphurana
- Phtheochroa superbissima
- Phtheochroa syriaca
- Phtheochroa syrtana
- Phtheochroa tenerima
- Phtheochroa terminana
- Phtheochroa thaumantias
- Phtheochroa thiana
- Phtheochroa tiscana
- Phtheochroa trajectana
- Phtheochroa tubulata
- Phtheochroa undulata
- Phtheochroa unionana
- Phtheochroa v-albana
- Phtheochroa waracana
- Phtheochroa variolosana
- Phtheochroa veirsi
- Phtheochroa weiserti
- Phtheochroa vicina
- Phtheochroa vigilans
- Phtheochroa villana
- Phtheochroa vincta
- Phtheochroa vulneratana
- Phtheochroa zerena